# NGC 6158
NGC 6158 (również PGC 58198) – galaktyka eliptyczna (E-S0), znajdująca się w gwiazdozbiorze Herkulesa. Odkrył ją William Herschel 17 marca 1787 roku.